# Schronisko PTTK „Kremenaros”
Schronisko Kremenaros (obecnie oficjalnie Bar i Noclegi Kremenaros PTTK) położone jest w Bieszczadach, w Ustrzykach Górnych, na wysokości 650 metrów n.p.m.
Byłe schronisko uruchomiono w 1956 w dawnym budynku strażnicy Wojsk Ochrony Pogranicza. Składa się z dwóch obiektów – części noclegowej oraz restauracji. Znajduje się w centrum miejscowości, kilkaset metrów od przystanku autobusowego. Nazwa pochodzi od szczytu Krzemieniec, określanego często jako Kremenaros. 
Obecnie nie ma statusu schroniska - jest lokalem niesklasyfikowanym. W 2015 lokal przeszedł gruntowny remont. 

## Szlaki turystyczne
W pobliżu schroniska biegną następujące szlaki turystyczne:
 Połonina Caryńska – Ustrzyki Górne – Szeroki Wierch – przełęcz pod Tarnicą (Główny Szlak Beskidzki)
- z Połoniny Caryńskiej 0:50 h, z powrotem 2:00 h,
- z przełęczy pod Tarnicą 1:40 h, z powrotem 2:40 h,

 Krzemieniec – Wielka Rawka – Ustrzyki Górne – Wołosate (szlak Biała – Grybów)
- z Krzemieńca 2:30 h (z powrotem 2:50 h), z Wielkiej Rawki 1.35 h (z powrotem 2.10 h)
- z Wołosatego 1 h, z powrotem 1:10 h.

Obok schroniska przebiega również czarny szlak rowerowy.

## Wyposażenie schroniska
- miejsca noclegowe w pokojach 2-, 3- i wieloosobowych oraz w pokojach z łazienkami,
- restauracja „Kremenaros”
- pole namiotowe
- miejsce na ognisko
- parking